# Jan Bielak
Jan Bielak (ur. 1886 w Siedlcach k. Nowego Sącza, zm. 1943 w Mrowli) – polski nauczyciel, działacz ruchu ludowego, poseł na Sejm.
Syn Stanisława Bielaka i Katarzyny z Nowaków. Większość życia spędził jako nauczyciel w powiecie kolbuszowskim, głównie w Trzebosi. Zmarł i został pochowany w Mrowli.

## Kariera zawodowa i wojskowa
Ukończył seminarium nauczycielskie w Nowym Sączu. Pracę nauczyciela rozpoczął w Hadykówce, a w latach 1910–1915 kontynuował w szkole męskiej w Kolbuszowej. Organizował Drużynę Bartoszową. Był jednym z założycieli Powiatowego Komitetu Narodowego w Kolbuszowej, zostając zastępcą powiatowego komisarza wojskowego. Komitet powstał 24 sierpnia 1914 roku, a przez Departament Wojskowy Zachodniej Sekcji Naczelnego Komitetu Narodowego został uznany 9 września 1914. Podczas współorganizowanego przez niego transportu ochotników do Legionu Zachodniego Legionów Polskich, część z nich oddzieliła się od grupy, z zamiarem wstąpienia do Legionu Wschodniego. Ponieważ ten wkrótce potem rozwiązano, uznano, że Bielak ponosi odpowiedzialność za stratę kilkunastu przeszkolonych żołnierzy i w następnym roku wykluczono go z PKN reaktywowanego po odparciu inwazji rosyjskiej. W legionach miał stopień porucznika, ale został zwolniony ze służby ze względów zdrowotnych. Nosił pseudonim „Lipek”. Przebywał na uchodźstwie w Czechach, gdzie pełnił obowiązki sekretarza komitetu ds. uchodźców w Přešticach i uczył dzieci uchodźców.
Po odzyskaniu niepodległości Bielak sympatyzował z Republiką Tarnobrzeską. Po likwidacji związanej z nią kolbuszowskiej rady Bielak został przeniesiony do szkoły w Siedlance. W 1919 roku został inspektorem Małopolskiego Towarzystwa Rolniczego na północną Rzeszowszczyznę. Podczas wojny polsko-bolszewickiej zgłosił się na ochotnika do wojska, dostając przydział do działu propagandy. Po wojnie powrócił do pracy nauczyciela. Został dyrektorem szkoły w Trzebosi. W czasie, gdy był posłem, w funkcji tej zastępowała go żona. Był jednym z aktywniejszych działaczy sokołowskiego ogniska Związku Nauczycielstwa Polskiego. Był członkiem rad nadzorczych kolbuszowskich placówek Banku Ludowego i składnicy kółek rolniczych. W 1938 roku przeniesiono go do szkoły w Mrowli, gdzie zorganizował Uniwersytet Niedzielny Towarzystwa Szkół Ludowych. W czasie okupacji niemieckiej został aresztowany.

## Działalność polityczna
W czasach studenckich był działaczem edukacyjnym Towarzystwa Szkoły Ludowej i kółek rolniczych. W 1914 roku działał w powiatowych strukturach Naczelnego Komitetu Narodowego. Sam miał poglądy lewicujące, między innymi był zwolennikiem parcelacji majątków, podczas gdy kolbuszowscy przywódcy ruchu niepodległościowego, w tym Jan Hupka, byli konserwatystami. Zdaniem Zbigniewa Bielaka, różnice polityczne były pretekstem do obarczenia Jana Bielaka odpowiedzialnością za odłączenie się części legionistów i wykluczenie z PKN. W listopadzie 1918 wraz z innymi ludowcami utworzył komitet powiatowy rywalizujący z radą powiatową uznawaną przez Polską Komisję Likwidacyjną i Radę Regencyjną. Komitet ten był związany z Republiką Tarnobrzeską, a rywalizacja między dwoma ośrodkami władzy odwołującymi się do władz w Krakowie trwała do początku grudnia 1918. Jan Bielak był członkiem PSL „Piast” od początku jego założenia. W wyborach do sejmu w 1922 roku startował z okręgu 46 (Jasło, Ropczyce, Mielec, Kolbuszowa, Tarnobrzeg, Strzyżów) i został posłem I kadencji. Został wówczas prezesem kolbuszowskiego oddziału PSL „Piast”. W sejmie był członkiem komisji komunikacyjnej. Pracując w niej, działał na rzecz przyspieszenia budowy linii kolejowej Rzeszów-Tarnobrzeg. W latach 30. był jednym z inicjatorów usypania kopca niepodległości w Trzebosi.

## Życie prywatne i rodzina
Wśród zainteresowań wymieniał historię i literaturę. Jego ulubieni autorzy to Stefan Żeromski, Władysław Reymont, Stanisław Wyspiański i Jan Kasprowicz. W 1923 roku ożenił się z Józefą, trzeboską nauczycielką, z którą miał córkę i syna, Zbigniewa. Zbigniew urodził się w 1926 roku, a niedługo po śmierci ojca, jako nastolatek, wstąpił do AK. Po II wojnie światowej został leśnikiem, uzyskując doktorat z nauk leśnych niedługo przed przejściem na emeryturę.